# Pierre Le Rouzic
Pierre Le Rouzic, né le 13 juillet 1923 à Paris et mort le 12 octobre 2007 à Vannes, est un journaliste, écrivain et animateur de radio français.

## Biographie
Pierre Le Rouzic est d'abord enseignant avant de devenir grand reporter à la RDF puis à la RTF, présentateur d’Inter Actualité sur Paris Inter puis France Inter, de La Route en direct, puis présentateur, pendant quelques mois en 1965 du Jeu des 1000 francs et producteur à l'ORTF puis à Radio France de l'émission « Un prénom pour la vie », dont il tirera des livres. En 1955, il animait une émission en direct « comment les voyez-vous ? » où il fallait deviner le nom d'une vedette cachée derrière un rideau[réf. souhaitée].

## Discographie
- Pierre Le Rouzic raconte La Belle au bois dormant, d'après Charles Perrault - Livre-album disque 33 tours -  Les Disques Triomphe - Collection Les Albums enchantés, 1954
- Pierre Le Rouzic raconte Les Mémoires d'un âne, d'après la Comtesse de Ségur - Livre-album disque 33 tours -  Les Disques Triomphe - Collection Les Albums enchantés, 1954
- Pierre Le Rouzic, François Besins, Maurice Cazaux, Le Code de la route, réalisé par les animateurs de "La Route en direct", Livre-album disque 33 tours, disque Président/RTF,